# Volant regulador

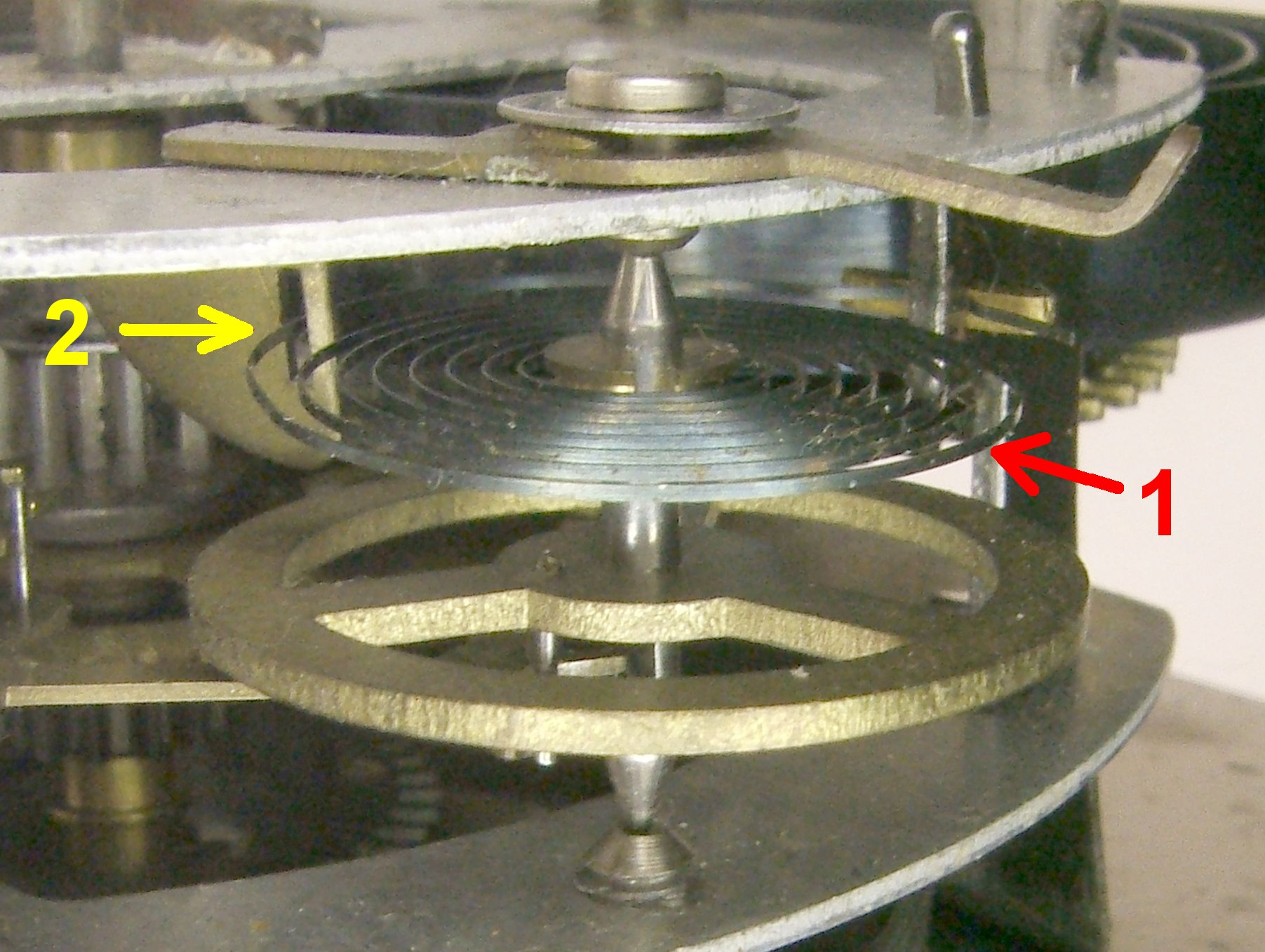
Vista d'un rellotge despertador econòmic de la dècada de 1950, l'Apol·lo, de Lux Mfg Co. que mostra un ressort (1) i el volant compensador (2).

El volant regulador és un dispositiu estabilitzador utilitzat en rellotges mecànics, que funciona de forma anàloga a un pèndol en un rellotge de pèndol. És una roda amb un gir ponderat d'anada i tornada, que torna a la seva posició inicial mitjançant una molla espiral. Aquest procés està regulat per un escapament, que transforma el moviment rotatiu del tren d'engranatges en impulsos cap al volant compensador.

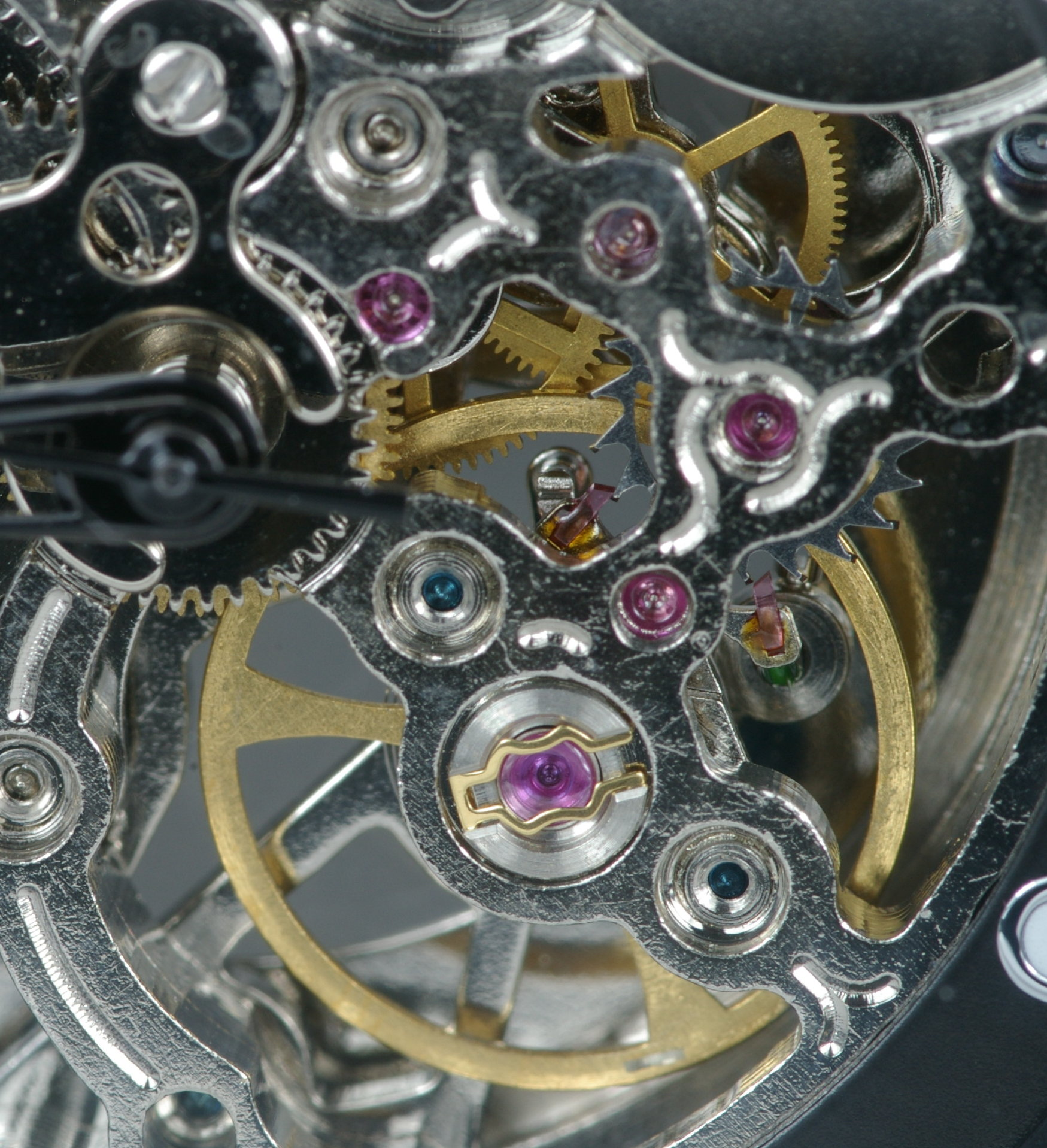
Modern volant, en un moviment de rellotge xinès.

Cada gir del volant (anomenat "tic") permet que el sistema d'engranatges avanci una magnitud fixa, tot movent les busques cap endavant. La combinació de la massa de la roda i l'elasticitat del ressort manté constant el temps entre cada canvi de posició o "marca".
Des de la seva invenció el segle xiv fins a la invenció del rellotge de quars el 1970, pràcticament tots els dispositius portàtils de cronometratge han utilitzat alguna forma de volant regulador.